# Frode Lafton
Frode Lafton (Hønefoss, 3 marzo 1976) è un allenatore di calcio ed ex calciatore norvegese, di ruolo difensore.

## Carriera

### Giocatore
Lafton ha debuttato per lo Hønefoss il 19 aprile 1994. Esordì nell'Eliteserien, però, soltanto il 14 marzo 2010: è stato infatti titolare nella sconfitta per 2-0 in casa del Tromsø. Il 9 maggio dello stesso anno ha segnato il primo gol nella massima divisione norvegese: la sua marcatura ha piegato infatti per 1-0 il Sandefjord. Al termine della stagione, la sua squadra è retrocessa. Si è ritirato a maggio 2013, a causa di un infortunio al ginocchio da cui non aveva mai completamente recuperato. Nel novembre successivo, lo Hønefoss ha comunicato la decisione di ritirare il suo numero di maglia, il 2.

### Allenatore
Il 18 agosto 2016, a seguito dell'ingresso dell'allenatore dell'Hønefoss René Skovdahl nello staff tecnico di René Meulensteen al Maccabi Haifa, Lafton è stato nominato nuovo tecnico della squadra.

## Palmarès

### Giocatore

#### Competizioni nazionali
- 1. divisjon: 1

Hønefoss: 2011